# 凸肛角蟾
凸肛角蟾（学名：Jingophrys pachyproctus）为角蟾科靖角蟾属的两栖动物，是中国的特有物种。分布于西藏等地。该物种的模式产地在西藏。

## 特征
体型小，雄蟾体长35.3-36.2mm，雌蟾体长35.8mm。具有犁骨棱，其后端膨大，具细齿；雄蟾体后端略隆起向后做弧状凸出，然后折向前下方斜达肛孔部位，其皮肤内为脂肪体。

## 保护
本种于2023年被收录入《有重要生态、科学、社会价值的陆生野生动物名录》。
本种于2023年被收录入《有重要生态、科学、社会价值的陆生野生动物名录》。